# Vegvísir
 (février 2022).
La mise en forme du texte ne suit pas les recommandations de Wikipédia : il faut le « wikifier ».
Les points d'amélioration suivants sont les cas les plus fréquents :
- Les titres sont pré-formatés par le logiciel. Ils ne sont ni en capitales, ni en gras.
- Le texte ne doit pas être écrit en capitales (les noms de famille non plus), ni en gras, ni en italique, ni en « petit »…
- Le gras n'est utilisé que pour surligner le titre de l'article dans l'introduction, une seule fois.
- L'italique est rarement utilisé : mots en langue étrangère, titres d'œuvres, noms de bateaux, etc.
- Les citations ne sont pas en italique mais en corps de texte normal. Elles sont entourées par des guillemets français : « et ».
- Les listes à puces sont à éviter, des paragraphes rédigés étant largement préférés. Les tableaux sont à réserver à la présentation de données structurées (résultats, etc.).
- Les appels de note de bas de page (petits chiffres en exposant, introduits par l'outil «  Source ») sont à placer entre la fin de phrase et le point final[comme ça].
- Les liens internes (vers d'autres articles de Wikipédia) sont à choisir avec parcimonie. Créez des liens vers des articles approfondissant le sujet. Les termes génériques sans rapport avec le sujet sont à éviter, ainsi que les répétitions de liens vers un même terme.
- Les liens externes sont à placer uniquement dans une section « Liens externes », à la fin de l'article. Ces liens sont à choisir avec parcimonie suivant les règles définies. Si un lien sert de source à l'article, son insertion dans le texte est à faire par les notes de bas de page.
- La présentation des références doit suivre les conventions bibliographiques. Il est recommandé d'utiliser les modèles {{Ouvrage}}, {{Chapitre}}, {{Article}}, {{Lien web}} et/ou {{Bibliographie}}. Le mode d'édition visuel peut mettre en forme automatiquement les références.
- Insérer une infobox (cadre d'informations à droite) n'est pas obligatoire pour parachever la mise en page.

Pour une aide détaillée, merci de consulter Aide:Wikification.
Si vous pensez que ces points ont été résolus, vous pouvez retirer ce bandeau et améliorer la mise en forme d'un autre article.

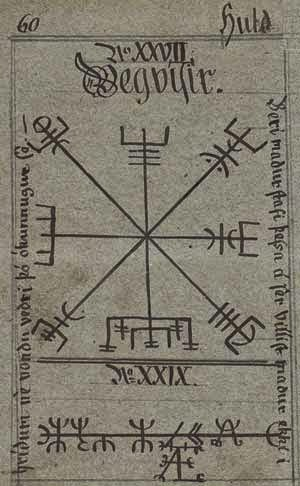
Une page du manuscrit de Huld - 1860.

Le vegvísir est un symbole apparaissant dans le manuscrit de Huld écrit par Geir Vigfússon (1813 – 1880) à Akureyri en 1860.

## Étymologie
Vegvísir est dérivé de deux mots islandais, vegur et vísir . Vegur signifie « chemin, route » et vísir signifie « chemin, guide ».
Vegur est dérivé du vieux norrois vegr , du proto-germanique * wegaz ou du proto-indo-européen * weǵʰ- . Vísir est dérivé du vieux norrois vísa signifiant 'montrer, souligner, indiquer', ou du proto-germanique wīsōną ou wisaz , signifiant 'visiter'.

## Histoire
Jusqu'à présent, les sources les plus anciennes sur le vegvisir proviennent de trois manuscrits datant tous les trois du XIXe siècle. La source la plus ancienne est le manuscrit de Huld, écrit par Geir Vigfússon (1813 – 1880) à Akureyri en 1860. Dans cette version, le vegvisir est carré avec un texte d'accompagnement :
"Beri maður stafi essa á sér villist maður ekki í hríðum né vondo veðri ó ókunnugur sá"
Traduction française : "Emportez ces bâtons avec vous et vous ne vous perdrez pas dans les tempêtes ou le mauvais temps, même dans un environnement inconnu."

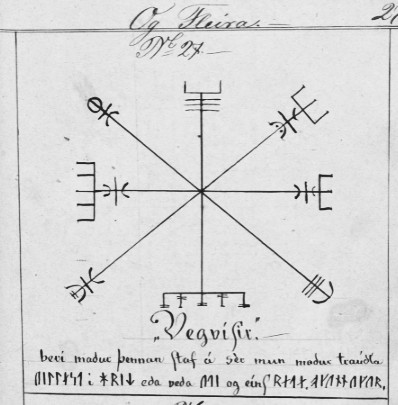
Page 27 du manuscrit Galdrakver d'Olgeir Geirsson. Référence du manuscrit :Lbs 2917 a 4to.

Nous trouvons également le vegvisir dans deux autres manuscrits nommés tous deux « Galdrakver », le premier écrit par Olgeir Geirsson en 1868 et le second est d'un auteur inconnu. Dans ces versions, il y a déjà quelques différences avec le vegvisir du manuscrit de Huld tant au niveau du symbole que du texte.
Texte qui accompagne le vegvir dans le Galdrakver d'Olgeir Geirsson : "Beri maður þennan staf á sér mun maður trauðla villast í hríð eða verða úti og eins rata ókunnugur."

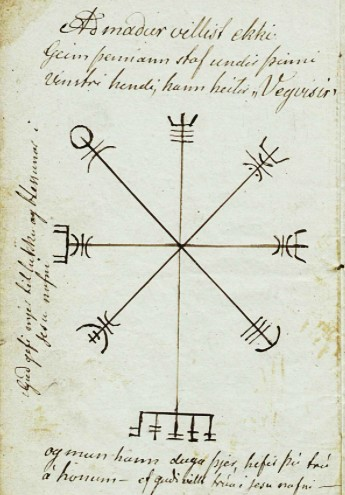
Page 17 du Galdrakver. Référence du manuscrit : Lbs 4627 8vo.

Traduction française : "Porte ce signe avec toi et tu ne te perdras pas dans les tempêtes, ni mourras dans le mauvais temps froid, et tu trouveras facilement ton chemin à partir de l’inconnu."
Texte qui accompagne le vegvisir dans le Galdrakver (auteur inconnu) : "At maður villist ekki : geim þennan staf undir þinni vinstri hendi, hann heitir Vegvísir og mun hann duga þér, hefir þú trú á honum – ef guði villt trúa i Jesu nafni – þýðing þessa stafs er falinn i þessum orðum að þú ei i (…) forgangir. Guð gefi mér til lukku og blessunar i Jesu nafni."
Traduction française : "Pour éviter de se perdre : Gardez ce signe sous votre bras gauche, son nom est Vegvisír et vous servira si vous y croyez – Si vous croyez en Dieu et au nom de Jésus – La signification de ce symbole est cachée dans ces mots, afin que vous ne puissiez périr. Que Dieu me donne la chance et me bénisse au nom de Jésus."
On entend souvent dire que le vegvisir apparaît dans le Galdrabók (daté d'environ 1600) mais il s'agit d'une idée fausse. La confusion vient de la traduction qu'a publiée Steven Flowers (Edred Thorsson) en 1989 dans son ouvrage : The Galdrabók: An Icelandic Grimoire.
Il y mentionne le vegvisir mais en tant que note et non en tant que symbole appartenant au manuscrit original. De plus, la version qu'Edred Thorsson montre dans son ouvrage est une vague copie d'une autre version récente (celle de  Ólafur Davíðsson réalisée en 1903 dans son essai). Le vegvisir est devenu rond et certaines branches ont encore changé.
Si nous devons considérer le vegvisir du manuscrit de Huld comme la version originale, alors, celle créée au 20e siècle et propagée par Edred Thorsson, n'est qu'une mauvaise copie qui a subi les dégâts du temps et des interprétations personnelles. Car entre la version de Huld et celle de Thorsson, il y a une différence telle que le symbole n'a plus du tout la même symbolique.

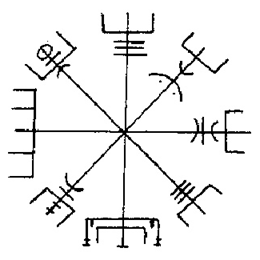
Vegvisir extrait du Galdrabók de Edred Thorsson.

Il n'est rien indiqué de plus sur le vegvisir, dans les manuscrits qui en font mention. En revanche, le symbole a fait l'objet de nombreuses interprétations de la part des néopaïens.

Une interprétation courante, est celle qui identifie chaque branche du vegvisir à l'un des neuf mondes de la mythologie nordique, Midgard se situant au centre.
En soi, rien ne peut prouver que cette interprétation soit juste. Il s'agit d'une étude subjective qui peut éventuellement être probable mais, elle ne constitue pas une certitude sur la valeur symbolique du vegvisir.

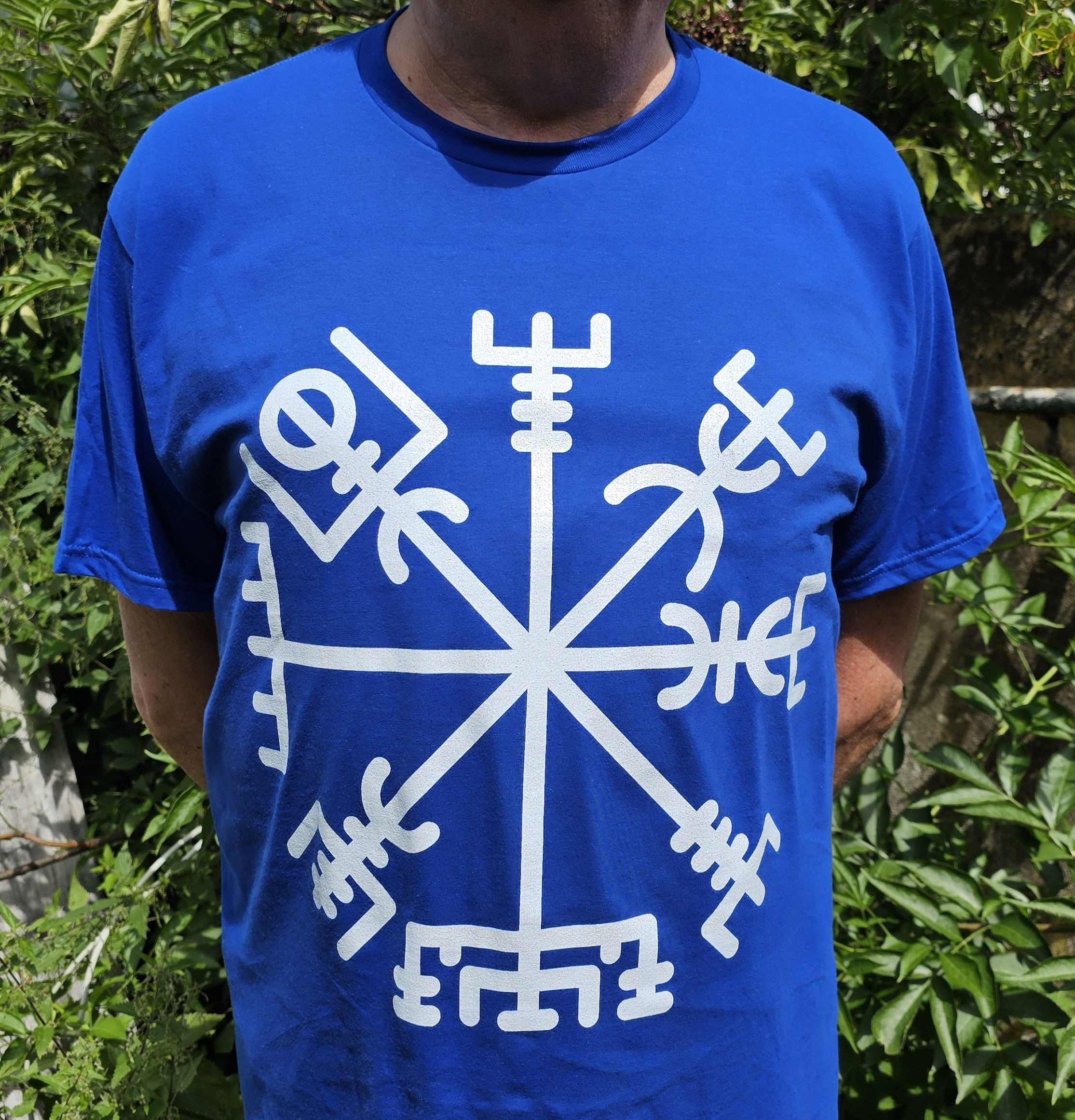
Vegvísir sur T-shirt

Rien ne peut prouver non plus que cette interprétation soit fausse. Comme beaucoup de symboles, chacun y voit ce qui lui semble logique et surtout, ce qu'il a envie d'y voir. 
Le lien entre le vegvisir et la mythologie nordique est très controversé car la Scandinavie était christianisée depuis plus de huit cents ans. Néanmoins, le folklore scandinave nous prouve que les héros de la mythologie nordique ainsi que sa cosmogonie étaient toujours présents dans l'esprit des habitants. Par exemple le poème "Aasgaardsreia" de Johan Sebastian Welhaven en 1845 met en scène des héros mythologiques tel que Thor ou Sigurd le tueur de Fafnir. Bien que diabolisés par l'église, les mythes païens existaient toujours et certains des personnages mythologiques sont présents dans le manuscrit de Huld, d'où est tiré le vegvisir. 